# Dora Maar au Chat
Dora Maar au chat (auf Deutsch Dora Maar mit Katze) ist ein Gemälde des Malers Pablo Picasso aus dem Jahr 1941. Auf dem Gemälde ist Dora Maar, Picassos Muse in der Zeit von 1936 bis 1943, zu sehen.

## Beschreibung
Das etwa 130 × 97 Zentimeter große Gemälde Dora Maar au chat entstand im Jahr 1941, in der Mitte ihrer Liebesbeziehung, also in der Zeit, als Paris von den Nationalsozialisten besetzt war. Die Porträtierte sitzt auf einem rustikalen Stuhl in einer weißen Nische, ähnlich wie eine Heiligenfigur auf einem Thron. Obwohl sie ein Bein über das andere geschlagen hat, ist sie nicht verführerisch oder sinnlich wie auf anderen Porträts, die fünf Jahre früher gemalt wurden. „Affenaugen (aber schön) und ein Mund wie eine zerrissene Blume“, hat Jean Cocteau einmal über eins ihrer Porträts von Picasso gesagt. Sie ist gleichzeitig en face und im Profil dargestellt, ein Ohr sitzt am Auge, und ihr Mund trägt ein kleines Lächeln. Der Hut, von den Surrealisten gepriesen als erotisches Accessoire, ist mit Blumen geschmückt und wirkt nicht sehr modisch. Dabei war Dora Maar bekannt für ihre eleganten Hüte. Ihr Nagellack reflektierte jeweils die Laune des Tags, und ihre perfekt manikürten Hände waren von den Surrealisten umschwärmt, aber Picasso hat ihr auf dem Bild spitze, krabbenscherenähnliche Finger verliehen. Die brillanten Farben des Gemäldes sind besonders in den grün-lila-roten Mustern der Kleidung hervorgehoben. Die kleine schwarze Katze, die dem Gemälde seinen Namen verleiht, findet sich – auf den ersten Blick nicht sofort erkennbar− auf der Rückenlehne des Stuhls.

## Auktion
Am 4. Mai 2006 wurde es für 95 Millionen US$ bei Sotheby’s New York versteigert. Dies war der zweithöchste Preis, der bis dahin für ein Gemälde bei einer Auktion gezahlt wurde. Der zunächst unerkannt bleibende Käufer war Bidsina Iwanischwili.